# Zdzisław Wójcik (lekarz)
Zdzisław Wójcik (ur. 23 sierpnia 1931 w Krakowie, zm. 16 maja 2008 tamże) – polski lekarz, wieloletni szef wojewódzkiej i miejskiej służby zdrowia w Krakowie, jeden z najlepszych w Polsce specjalistów organizacji ochrony zdrowia w latach 70. i 80. XX stulecia. Kawaler Orderu Odrodzenia Polski.

## Wykształcenie i kariera zawodowa
Po ukończeniu V Liceum Ogólnokształcącego im. Augusta Witkowskiego w Krakowie (ówcześnie VIII Państwowe Gimnazjum Matematyczno-Przyrodnicze im. Augusta Witkowskiego) podjął studia na wydziale architektury w Akademii Sztuk Pięknych im. Jana Matejki w Krakowie. Po niedługim czasie zrezygnował jednak, aby w 1952 rozpocząć studia na Wydziale Lekarskim Akademii Medycznej w Krakowie, które ukończył w 1958. Aby się utrzymać, w czasie studiów pracował w administracji zakładów spółdzielczości pracy w Krakowie. 
Dyplom lekarza uzyskał na przełomie 1961/62 po odbyciu dwuletniego stażu. Zaraz potem został powołany na stanowisko kierownika Wydziału Zdrowia i Opieki Społecznej Prezydium Dzielnicowej Rady Narodowej Podgórze i trwale związał się z organizacją służby zdrowia. 
W następnych latach, to jest od 1971 zajmował stanowiska: zastępcy kierownika Wydziału Zdrowia i Opieki Społecznej Prezydium RN m. Krakowa, kierownika Wydziału Zdrowia i Opieki Społecznej Prezydium Wojewódzkiej RN w Krakowie, dyrektora Wydziału Zdrowia i Opieki Społecznej (Lekarza Wojewódzkiego) Urzędu Wojewódzkiego w Krakowie (jako lekarz wojewódzki powołany został na członka Kolegium Ministerstwa Zdrowia i pełnił tę funkcję przez wiele lat), dyrektora Wydziału Zdrowia i Opieki Społecznej Urzędu Miasta Krakowa. Od 1 lipca 1990 do 24 stycznia 1991 piastował urząd zastępcy dyrektora Wydziału Zdrowia Urzędu Wojewódzkiego w Krakowie. 
W styczniu 1992 przeszedł na wcześniejszą emeryturę. Nie zrezygnował jednak zupełnie z pracy i do 1998 pracował jako lekarz orzecznik ZUS.
W czasie pracy zawodowej uzyskał specjalizację z zakresu organizacji ochrony zdrowia.
Przyczynił się do znaczącej poprawy bazy lokalowej i warunków leczenia chorych poprzez swoje liczne inicjatywy z zakresu inwestycji służby zdrowia w budowanie nowych placówek, wyposażania oraz remontów obiektów istniejących.
Niektóre, których powstanie było związane z pracą jego i jego współpracowników z Wydziału Zdrowia, to: 
- Wojewódzki Szpital Specjalistyczny im. Ludwika Rydygiera w Krakowie
- Szpital im. Józefa Dietla w Krakowie
- Szpital Ginekologiczno-Położniczy im. R. Czerniakowskiego w Krakowie
- Krakowskie Centrum Rehabilitacji
- Oddział Torakochirurgii Szpitala im. Jana Pawła II w Krakowie
- Sanatorium dla Dzieci w Radziszowie

## Nagrody i odznaczenia
- Krzyż Kawalerski Orderu Odrodzenia Polski
- Złoty Krzyż Zasługi
- Odznaka tytułu honorowego „Zasłużony Lekarz PRL”
- Złote Odznaki Za Zasługi dla Miasta Krakowa i dla Ziemi Krakowskiej